# 阿瓜斯迪林多亚
阿瓜斯迪林多亚是巴西圣保罗州的一个市镇。总面积60平方公里，总人口16341人，人口密度272.4人/平方公里。